# Retrofuturismo

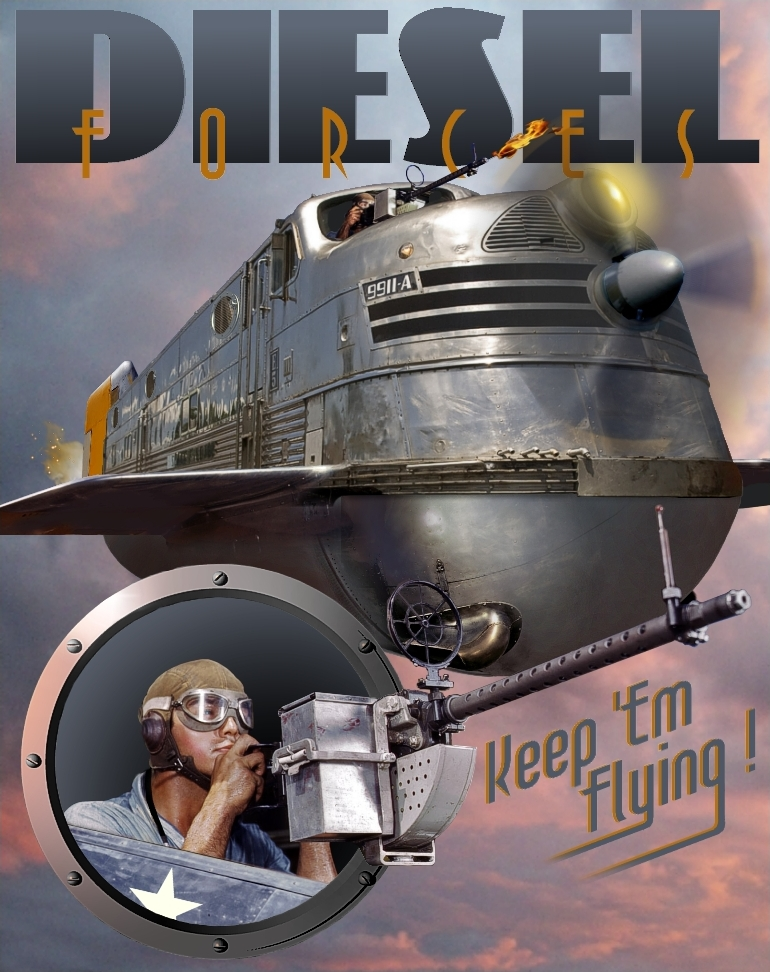
Representação artística retrofuturística de uma locomotiva voadora

O retrofuturismo é uma tendência em artes de criação em demonstrar a influência de representações do futuro produzidas antes de 1990. Caracterizada por uma mistura de estilos "retrô" à moda antiga com tecnologia futurística, o retrofuturismo explora temas de tensão entre o passado e o futuro, e entre os efeitos de alienação e fortalecimento advindos da tecnologia. A princípio refletido em criações artísticas e tecnologias modificadas que pretendem transformar em realidade os artefatos imaginados em uma realidade paralela, o retrofuturismo se manifestou também nos mundos da moda, arquitetura, literatura e cinema.
O retrofuturismo está em primeiro lugar com base em noções modernas, mas em mudança de "o futuro". Como Guffey observa, retrofuturismo é "um neologismo recente", mas "se baseia em visões febris 'futuristas de colônias espaciais com carros voadores, servos robóticos, e viagem interestelar em exposição lá, onde futuristas tomou sua promessa para concedido, o retro-futurismo emergiu como uma reação mais céticos a esses sonhos ".  Levou sua forma atual em 1970, numa época em que a tecnologia estava mudando rapidamente. Desde o advento do computador pessoal para o nascimento do primeiro bebê de proveta, este período foi caracterizado pela mudança tecnológica intensa e rápida. Mas muitos no público em geral começou a questionar se a ciência aplicada iria atingir o seu anterior promessa de que a vida inevitavelmente melhorar através do progresso tecnológico. Na esteira da Guerra do Vietnã, depredações ambientais, e a crise
energética, muitos comentaristas começaram a questionar os benefícios da
ciência aplicada. Mas eles também se perguntavam, às vezes com admiração, às vezes em confusão, no positivismo científico evidenciado pelas gerações anteriores. O Retrofuturismo "escoaram em cultura acadêmica e popular nas décadas de 1960 e de 1970", flexionando Star Wars de George Lucas e as pinturas do artista pop Kenny Scharf tanto ". Examinando o futurismo otimista do início do século XX, os historiadores Joe Milho e Brian Horrigannos lembram que retrofuturismo é "uma história de uma ideia, ou um sistema
de ideias - uma ideologia. O futuro, ou é claro, não existe, exceto como um ato de crença ou imaginação.
De acordo com a revista de arte Retrofuturism, publicada de 1988 a 1993, o termo foi criado por Lloyd Dunn em 1983.

## Características
O retrofuturismo incorpora duas tendências sobrepostas que podem ser resumidas como "o futuro visto a partir do passado" ou "o passado visto a partir do futuro".
A primeira tendência - correspondendo ao retrofuturismo propriamente dito - é diretamente inspirada pelo futuro imaginado que existia nas mentes dos escritores, artistas e cineastas no período anterior a 1960, os quais tentavam prever o futuro, quer através de projeções da tecnologia existente (ex.: em revistas científicas) quer em romances e contos de ficção científica. Essas visões futuristas são remodeladas a atualizadas para o presente, oferecendo uma visão nostálgica e não factual do que o futuro poderia ter sido mas que não é.
A segunda tendência é o inverso da primeira: o retro futurístico. Começa com a atração retro pelos velhos estilos de arte, vestuário, usos e costumes, enxertando-lhes tecnologias modernas ou futuristas e criando uma mistura de elementos do passado, do presente e do futuro. O steampunk - termo que se refere tanto à retroprojeção de tecnologia futurista a uma era vitoriana alternativa como à aplicação de estilos neovitorianos à tecnologia moderna - é uma versão bem sucedida desta segunda tendência.
Ambas as tendências retrofuturisticas em si mesmos se referem a nenhum tempo específico. Quando um período de tempo é fornecido para uma história, que poderia ser um presente contrafactual com tecnologia única; uma versão fantástica do futuro; ou um passado alternativo no qual as invenções imaginadas (fictícias ou projetadas) do passado eram de fato real. Exemplos incluem o filme Capitão Sky eo Mundo de Amanhã, situado num imaginário de 1939, e A franquia Rocketeer, definido em 1938, ambos os quais são também exemplos do gênero conhecido como dieselpunk. A série de comédia de animação da Adam Reed Archer é também ambientado em um mundo estético retrofuture.
Na prática, não pode ser estabelecida uma fronteira precisa entre as duas tendências, uma vez que ambas contribuem para visões semelhantes. O retrofuturismo do primeiro tipo está, inevitavelmente, influenciado pela consciência científica, tecnológica e social do presente, oque faz com que as modernas criações retrofuturísticas não sejam simples cópias das suas fontes de inspiração anteriores à década de 1960. Em vez disso, é lhes dado um novo toque - frequentemente retorcido ou irónico - por serem abordadas a partir de uma perspetiva moderna.
Ao mesmo tempo, muito do condimento do futurismo retro deve-se à primeira ficção científica (ex.: as obras de Júlio Verne e de H. G. Wells) e, numa busca por uma autenticidade estilística, pode continuar a gerar atração pelos escritores e artistas do período desejado.
Nenhuma das tendências retrofuturistas se refere a uma era específica. Quando uma história se passa num período específico, este pode ser um presente na factual com uma tecnologia única, uma versão fantástica do futuro ou um passado alternativo com invenções imaginadas (fictícias ou projetadas). Exemplos incluem o filme Sky Captain and the World of Tomorrow que se passa num 1939 imaginário e a série Rocketeer passada em 1938. Outros exemplos notáveis são os filmes do Batman dirigidos por Joel Schumacher.

## Temas
Embora o retrofuturismo, devido aos diferentes períodos de tempo e visões futuristas a que se alude, não fornece um propósito unificado temática ou experiência, uma linha comum é a insatisfação ou desconforto com o presente, para que o retrofuturismo proporciona um contraste nostálgico.
Um desses temas é a insatisfação com o futurismo moderno. Em alguns aspectos, uma extrapolação do presente para o futuro produz resultados decepcionantes, ou mesmo horríveis, exemplificadas em cyberpunk e outros futuros distópicos frequentemente caracterizadas pela superpopulação, a degradação ambiental, a degradação social e transferência de poder para as entidades privadas inexplicáveis ou governos. Comparado a esses imaginação do futuro, o retrofuturismo sugere um mundo que pode ser mais confortável ou, pelo menos, mais capaz de ser entendida enquanto evocando "nostalgia de um tempo de esperança e romance-olhando para a frente".
Um tema semelhante é a insatisfação com o próprio mundo moderno. Um mundo de alta velocidade de transporte aéreo, computadores e estações espaciais é (por qualquer padrão passado) "futurista"; ainda a busca de futuros alternativos e talvez mais promissor sugere uma sensação de que o futuro desejado ou esperado não se concretizou. O retrofuturismo sugere um caminho alternativo, e, além de pura nostalgia, pode agir como um lembrete de ideais mais velhos, mas agora esquecido. Essa insatisfação também se manifesta como comentário político na literatura retrofuturistica, no qual a saudade visionária é paradoxalmente ligada a um futuro utópico modelado após valores conservadores como visto no exemplo de uso da Fox Nova de BioShock de estética em uma transmissão de 2014.
Retrofuturismo também implica uma reavaliação da tecnologia. Ao contrário da rejeição total da tecnologia de pós-medieval encontrados na maioria dos gêneros de fantasia, ou o abraço de qualquer e todas as tecnologias possíveis encontrados em alguma ciência-ficção, o retrofuturismo apela a uma escala humana, em grande parte, a tecnologia compreensível, passível de ajustes e menos opaca do que tecnologia de caixa-preta moderna.
Retrofuturismo não é universalmente otimista, e quando seus pontos de contato de referência em períodos sombrios como a Segunda Guerra Mundial, ou a paranóia da Guerra Fria, pode-se tornar-se sombrio e distópico. Em tais casos, a realidade alternativa inspira medo, embora ele ainda pode ser acoplada a nostalgia de um mundo mais moral, bem como mecânica.

## Arte e Design

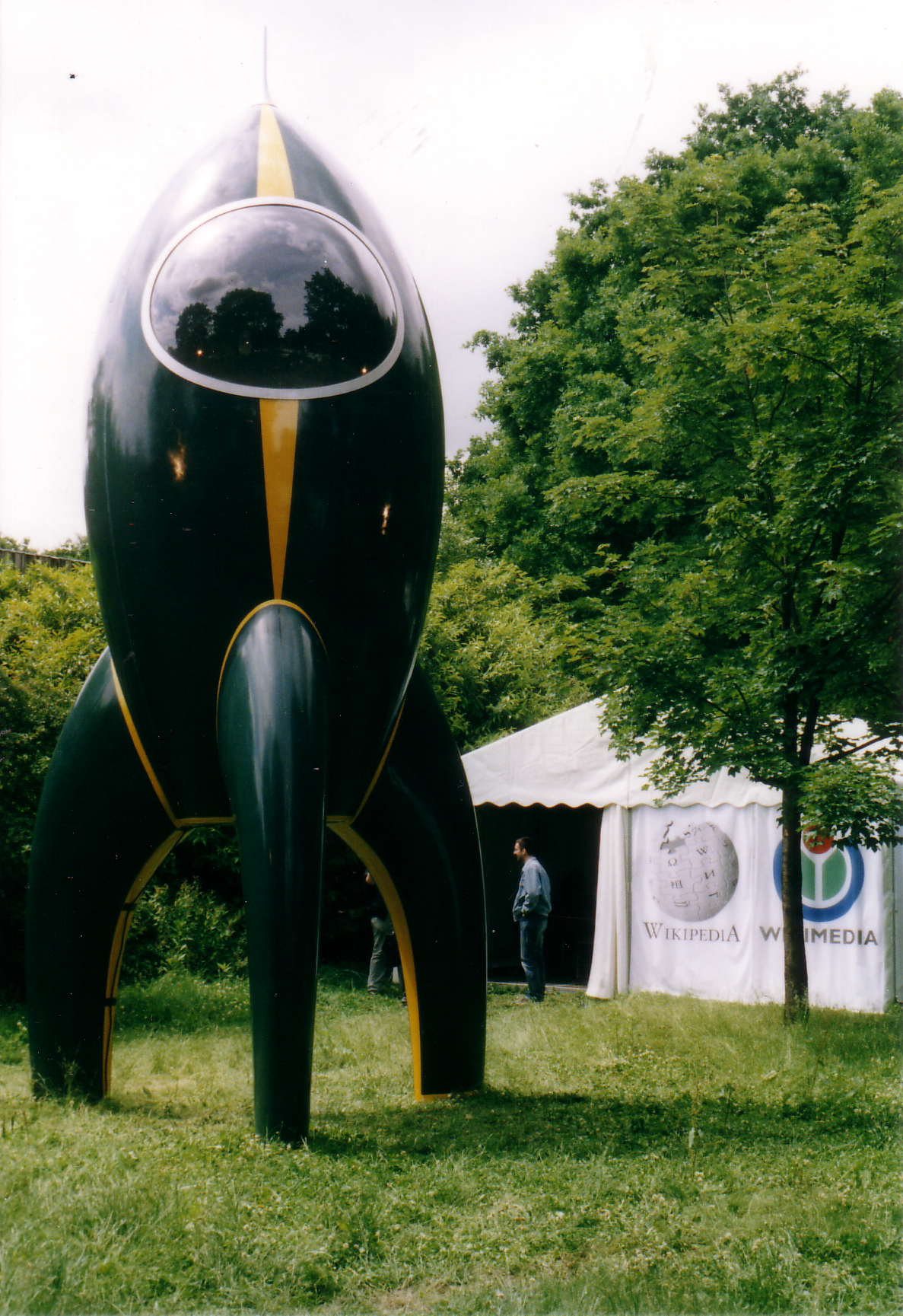
Foguete Retrofuturista Berlin, 2005

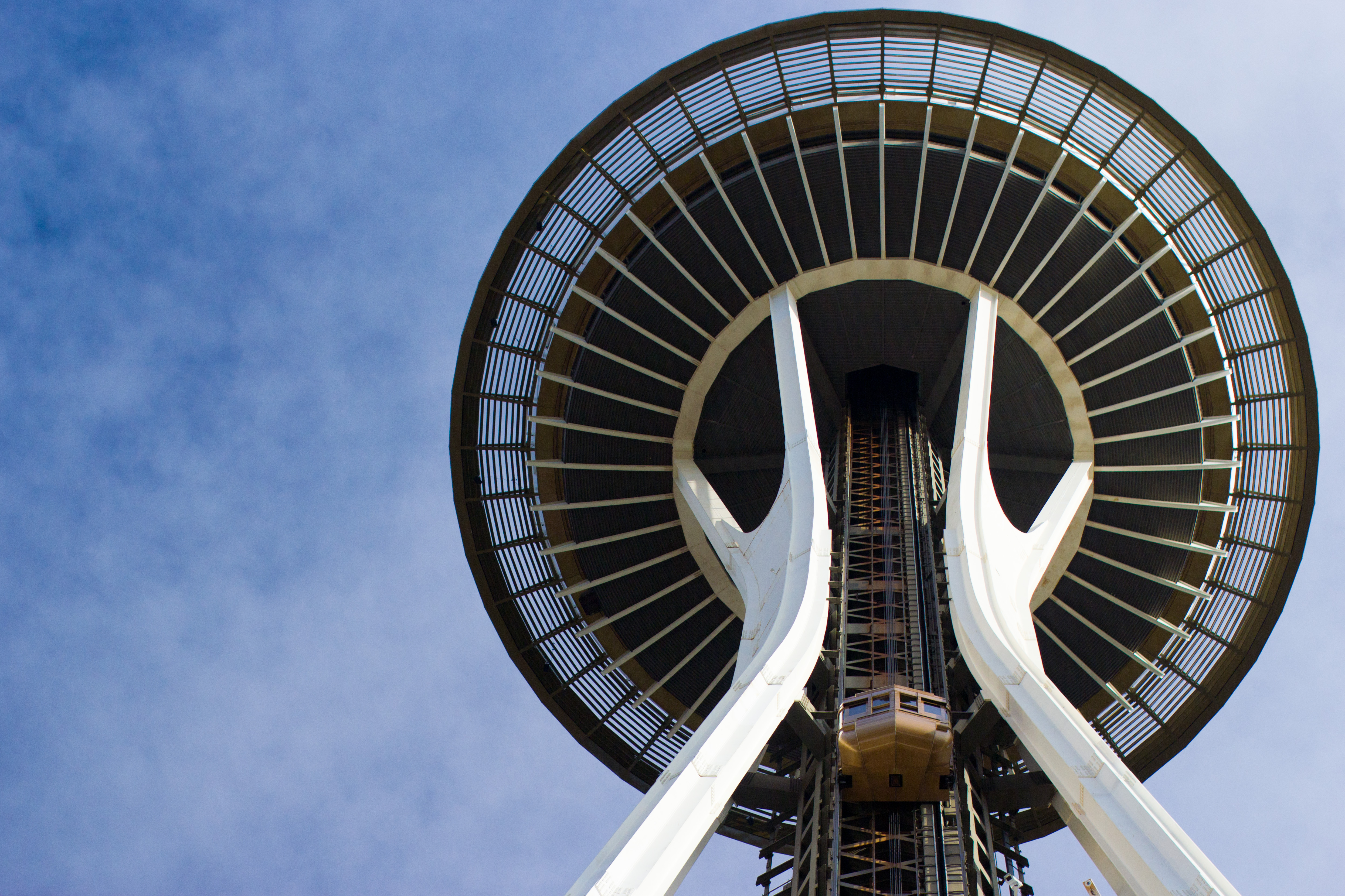
Obelisco Espacial - Seattle

Embora vagamente afiliado com Futurismo do início do século XX, retrofuturismo desenha a partir de uma gama mais ampla de fontes. Para ter certeza, arte e literatura retrofuturist muitas vezes desenha a partir das fábricas, edifícios, cidades e sistemas de transporte da era da máquina. Mas pode-se dizer que a visão futurista do século XX encontrou a sua expressão máxima no desenvolvimento de Googie ou Populuxe design. Quando aplicado à ficção, esta marca de estilo visual retrofuturistico começou a tomar forma em conto de William Gibson "The Gernsback Continuum". Aqui e em outros lugares, é referido como Raygun Gothic, um termo genérico para um estilo visual que incorpora vários aspectos do Googie, Streamline Moderne e Art déco estilos arquitetônicos quando aplicados a ambientes de ficção científica retrofuturistico.
Embora Raygun Gothic é mais semelhante ao estilo Googie ou Populuxe e, por vezes, sinónimo com ele, o nome é aplicado principalmente para imagens de ficção científica. O estilo também é ainda uma escolha popular para retro sci-fi em jogos de filme e vídeo. As influências primárias de Raygun Gothic incluem as cenografias de Kenneth Strickfaden e Fritz Lang. O termo foi cunhado por William Gibson em seu história "The Gernsback Continuum": "Cohen nos apresentou e explicou que DiALTA [historiador pop-art] foi a força motriz por trás do mais recente projecto Barris-Watford, uma história ilustrada do que ela chamou 'simplificada Modern American' Cohen chamado. . É raygun gótico "A título de trabalho era a corrente de ar Futuropolis:. The Tomorrow That Never Was"
Aspectos desta forma de retrofuturismo também pode estar associada com a década de 1970 e início de 1980 o renascimento neo-construtivista que surgiu nos círculos de arte e design. Designers como David King no Reino Unido e Paula Scher em os EUA imitou o olhar fresco, futurista da vanguarda russa nos anos seguintes à Revolução Russa. Quando a banda alemã Kraftwerk emitido The Man-Machine (1978), um registro cujo som eletrônico foi ecoado nas formas geométricas simples e marcante álbum vermelho, preto e branco a concepção creditado ao El Lissiztky, eles também estavam tocando em um retrofuturist maior visão. Se suas imagens máquina foi levantada a partir de motivos do projeto russo que antes eram considerados futurista, eles também apresentaram uma "convincente, se um tanto assustadora, visão do mundo em que o êxtase musical é processado legal, mecânico e precisa.

## Moda
A roupa futurista é uma visão particular imaginado da roupa que pode ser usado no futuro distante, normalmente encontrados em ficção científica e filmes de ficção científica dos anos 1940 em diante, mas também no jornalismo e outra cultura popular. As peças de vestuário previstos têm sido mais comumente peças de vestuário quer de uma peça, roupas apertadas, ou ambos, normalmente terminando acima de olhar como qualquer fato ou fatos de ginástica, muitas vezes usado em conjunto com botas de plástico. Em muitos casos, há uma suposição de que a roupa do futuro será altamente uniforme.
O clichê de roupa futurista tornou-se parte da ideia de retrofuturismo. Moda futurista joga com esses estereótipos agora banal, e recicla-los como elementos para a criação de modas de vestuário do mundo real.
"Nós realmente viu esse olhar subindo na pista tão cedo quanto 1995, embora não tenha sido amplamente popular ou de rua aceitável usar, mesmo até 2008", disse Brooke Kelley, editor de moda e Glamour revista escritor. "Nos últimos 20 anos, a moda reviu os tempos do passado, década após década, eo que estamos vendo agora é uma combinação de diferentes eras em um olhar completo. Futuro moda é um estilo além de qualquer coisa que nós ainda se atreveu a usar , e que vai ser um paraíso para os seguidores de tendência. 

## Arquitetura
O Retrofuturismo apareceu em alguns exemplos da arquitetura pós-moderna. Para críticos como Niklas Maak, o termo sugere que o "estilo futuro" é "uma mera citação de sua própria tradição iconográfica" e retrofuturismo é pouco mais do que "um loop estética gabarito" No exemplo visto na direita, a parte superior do edifício não se destina a ser integrada ao edifício, mas em se parecer com uma enorme nave espacial voando separada e apenas incidentalmente ligado ao edifício convencional. Isto parece que não pretende evocar um futuro ainda mais remotamente possível, mas sim uma imaginação passado de futuro, ou um ressurgimento da visão futurista de arquitetura Googie. 
O Aeroporto Internacional de Los Angeles foi construído em 1961 como uma maneira de comemorar o otimismo da nova era do jato e do espaço e também apresentava projetos Googie e Populuxe. O edifício principal (agora um restaurante) foi listado como um Monumento Cultural e Histórico da Cidade pelo conselho da cidade de Los Angeles em 1992 e foi renovado pela Walt Disney Imagineering em 1997. Os planos revelados em 2008 para a expansão do LAX utilizando o mesmo recorrente disco voador e temas de naves espaciais nos novos terminais e saguões.